# Кривавий кулак
Кривавий кулак (англ. Bloodfist) — американський бойовик 1989 року.

## Сюжет
Турнір з кікбоксингу. Важкий фінальний поєдинок. Чемпіон Майкл Рей, увінчаний стрічкою з медаллю, в радісному збудженні йде додому по темних вуличках Маніли. Несподівано на нього нападають незнайомці і в сутичці він гине. Брат Майкла, Джейк Рей кидає всі справи, коли дізнається про смерть брата. Він починає самостійне розслідування, оскільки поліція за звичаєм залишається осторонь.

## У ролях
- Дон «Дракон» Вілсон — Джейк Рей
- Джо Марі Авеллана — Квонг
- Роб Каман — Ратон
- Біллі Бленкс — Блек Роуз
- Кріс Агілар — Чин Ву
- Майкл Шейнер — Дитя Девіс
- Райлі Боуман — Ненсі
- Мерлін Баутіста — Ангела
- Кеннет Пірлесс — Хал
- Вік Діас — детектив
- Нед Хурані — Майкл Рей
- Фелікс Паскуаль — Беггар Лі
- Едгардо Кастанеда — Танг Пін
- Арчі Рамос — сміттяр
- Рональд Азінас — брат Квонга
- Деніел Вілсон — боксер 1
- Грег Росеро — боксер 2
- Ромі Фаустіно — боксер 3
- Джим Діксон — боксер 4